# Várzea das Moças
Várzea das Moças é um bairro bimunicipal localizado nos municípios de Niterói e São Gonçalo, no estado do Rio de Janeiro. Serve de passagem para banhistas que frequentam as praias da Região Oceânica de Niterói.

## Topônimo
O nome do bairro tem sua origem numa grande fazenda existente no local cujo proprietário era pai de seis moças.

## História

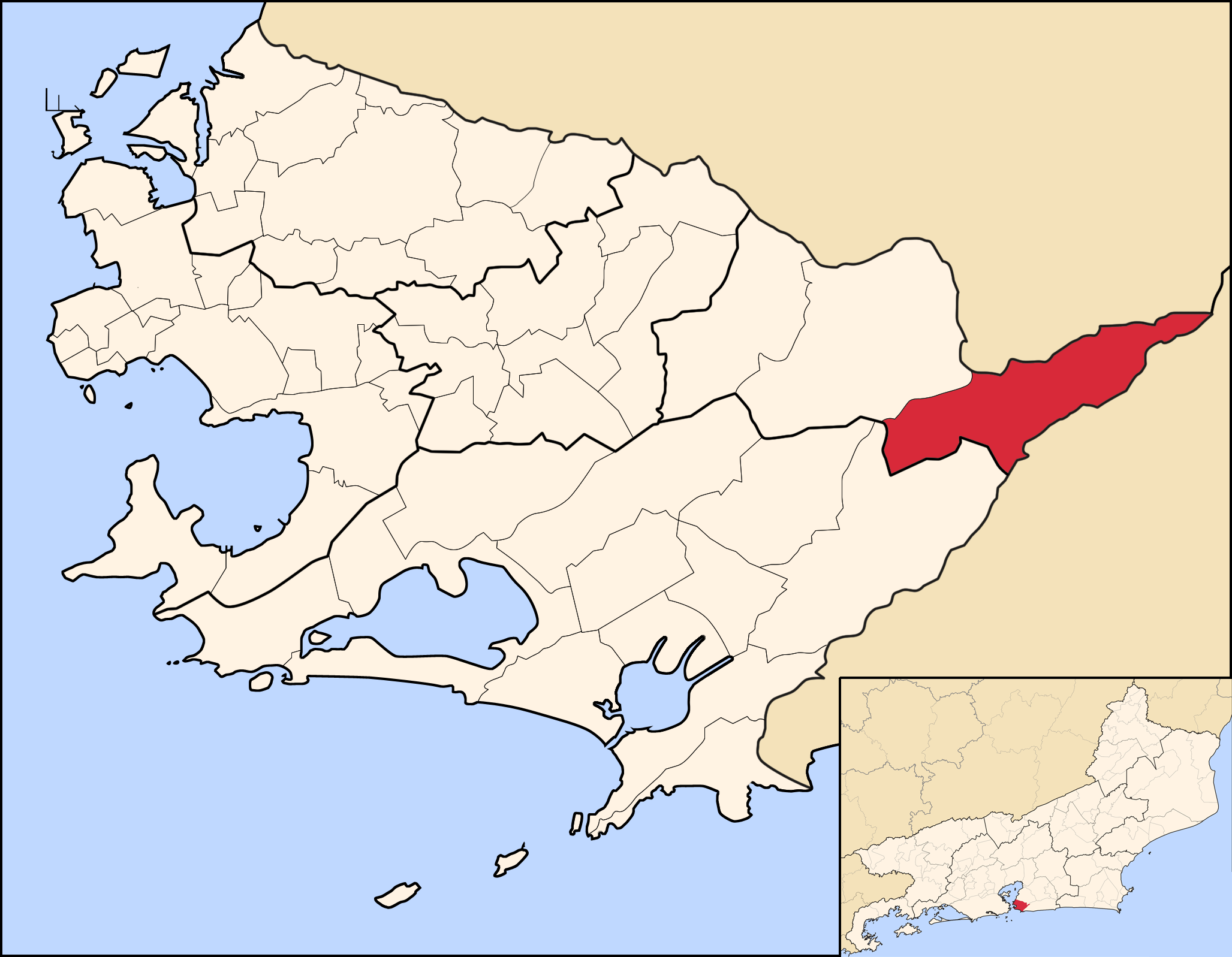
Localização do bairro de Várzea das Moças no município de Niterói.

A principal atividade na região, no século XIX, era o comércio de café, sendo que a maior parte comercializada era proveniente de outras regiões. O grão chegava in natura, era seco e ensacado no local e daí enviado aos centros urbanos, sendo distribuído pela estação ferroviária do Rio do Ouro. Este ramal da Leopoldina estendia-se até o norte do estado, tendo suas atividades encerradas na década de 1960.
Como em todo o estado, a derrocada do café no século XX esvaziou as atividades da fazenda, tendo a mesma transformado-se na Cerâmica Rio do Ouro, que foi, durante muitos anos, a principal geradora do progresso na região. Hoje em dia, suas atividades estão bastante reduzidas. A sede da fazenda encontra-se no lado de São Gonçalo, onde fica o parque fabril da cerâmica, estando sua loja de vendas do lado de Niterói.
Surgiu com a construção das casas dos operários de uma fábrica de manilhas e telhas, do tipo Marselhesa, instalada na Fazenda Ipiíba de Malheiros. Com as posteriores alterações nos limites de Niterói e São Gonçalo, o bairro passou a fazer parte de ambas as cidades.
Um dos maiores problemas da estrutura viária de Várzea das Moças está na falta de uma ligação própria por avenida para o bairro vizinho do Rio do Ouro. Só para ir da Av. Ewerton Xavier (antiga Av. Central) à Rodovia Pref. João Sampaio (antiga Estrada Velha de Maricá), há duas opções incômodas para o tráfego: encarar duas ruas estreitas e com trechos sem asfalto, a Rua Jean Valenteau Moulliac e a Rua Senador Fernandes da Cunha, ou então percorrer a Rodovia RJ-106, que, no sentido Várzea das Moças - Rio do Ouro, depende de passar por dois retornos, perdendo tempo e atrapalhando o trânsito dos veículos que se deslocam entre Tribobó e Maricá e Região dos Lagos.